# Cyclura rileyi
Cyclura rileyi és una espècie de sauròpsid (rèptil) escatós de la família Iguanidae en greu perill d'extinció. Existeixen tres subespècies endèmiques de diverses illes i cayos de les Bahames.

## Subespècies
Cyclura rileyi té tres subespècies:
- Cyclura rileyi cristata Schmidt 1920
- Cyclura rileyi rileyi Stejneger 1903
- Cyclura rileyi nuchalis Barbour & Noble 1916